# Kirche des Propheten Elias (Thessaloniki)

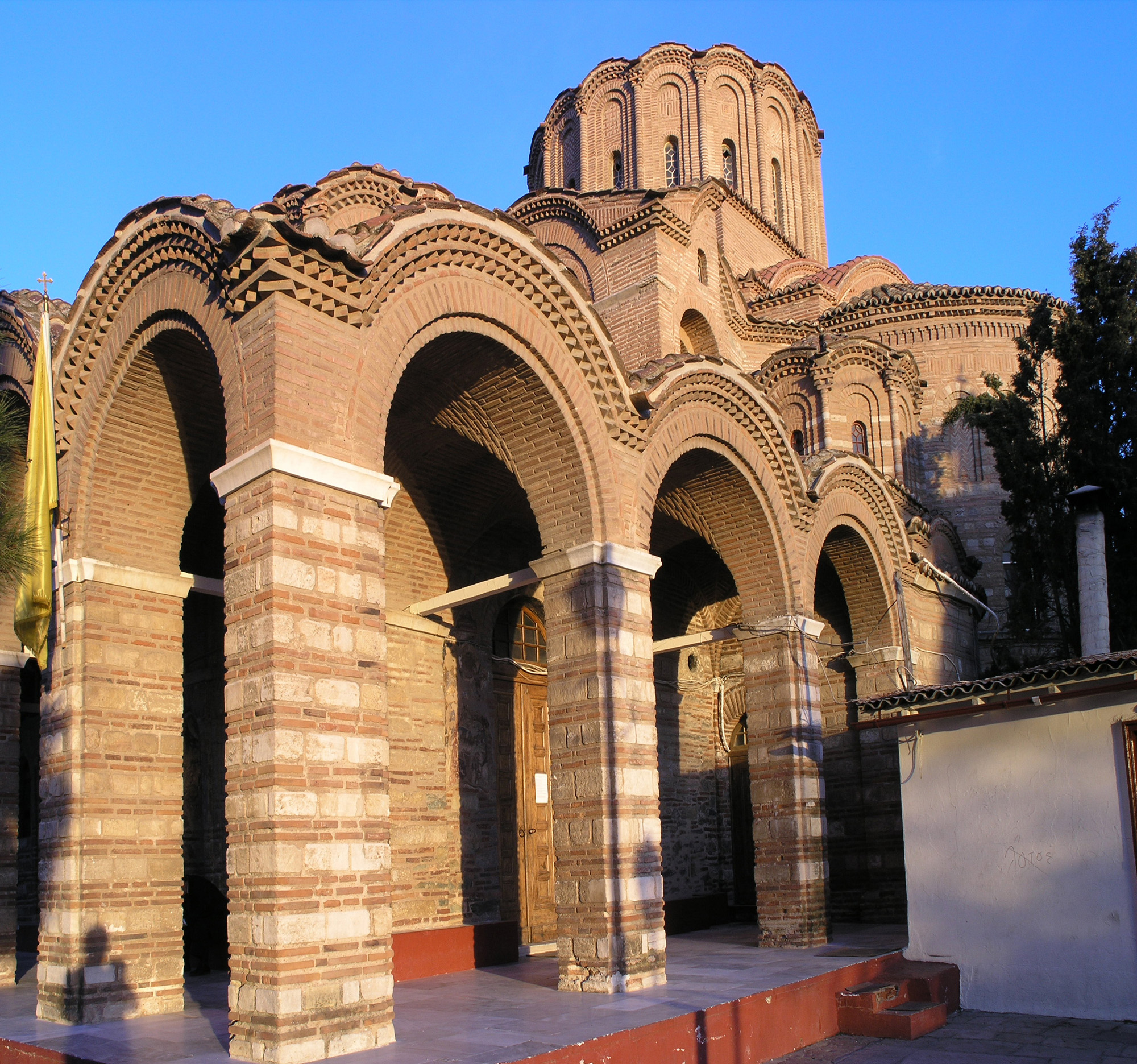
Die Eliaskirche

Die Kirche des Propheten Elias (griechisch Ναός Προφήτη Ηλία) ist eine byzantinische Kirche aus der Zeit der Paläologen (1259 bis 1453) in Thessaloniki. Sie liegt südlich der Olimpiados-Straße in der Oberstadt und ist seit 1988 Teil des UNESCO-Welterbes (Frühchristliche und byzantinische Bauten in Thessaloniki).

## Geschichte
Einige Forscher nehmen an, dass es sich bei der Eliaskirche um die Klosterkirche des Klosters Néa Moní handelt, andere identifizieren sie als Kirche des Akapníou-Klosters. Nach der Umwandlung in eine Moschee wurde sie als Saraylı Camii bezeichnet. Die Bezeichnung als Eliaskirche ist neueren Datums. In den Jahren 1956 bis 1961 erfolgten Rekonstruktionen, bei denen die „gewaltigen äußeren Stützpfeiler“ entfernt wurden.

## Bau und Ausstattung
Die überkuppelte Dreikonchenanlage vom Athostyp und vier kleinen Kuppeln über den Eckräumen in den Zwickeln der Konchen ist in Thessaloniki einmalig. Die große Kuppel hat einen Durchmesser von 5,5 Meter. Die drei Arme des Naos sind durch polygonale Apsiden geschlossen, die an der Außenseite durch Fenster und Blendarkaden in zwei Geschosse gegliedert sind. Im Westen schließt sich ein fast quadratischer Narthex an, dessen Kreuzgewölbe von vier Säulen gestützt werden und dem eine offene Halle vorgelegt ist. Das Mauerwerk aus Quadern und Ziegellagen entspricht nicht dem in Thessaloniki üblichen, sondern weist auf den Kirchenbau in Konstantinopel.
Im Narthex und fragmentarisch im Hauptraum und in den Kapellen sind Wandmalereien erhalten, die auf die Zeit um 1360 datiert werden und Wunder Christi, Szenen aus dem Leben Jesu und Heilige zeigen.

## Galerie

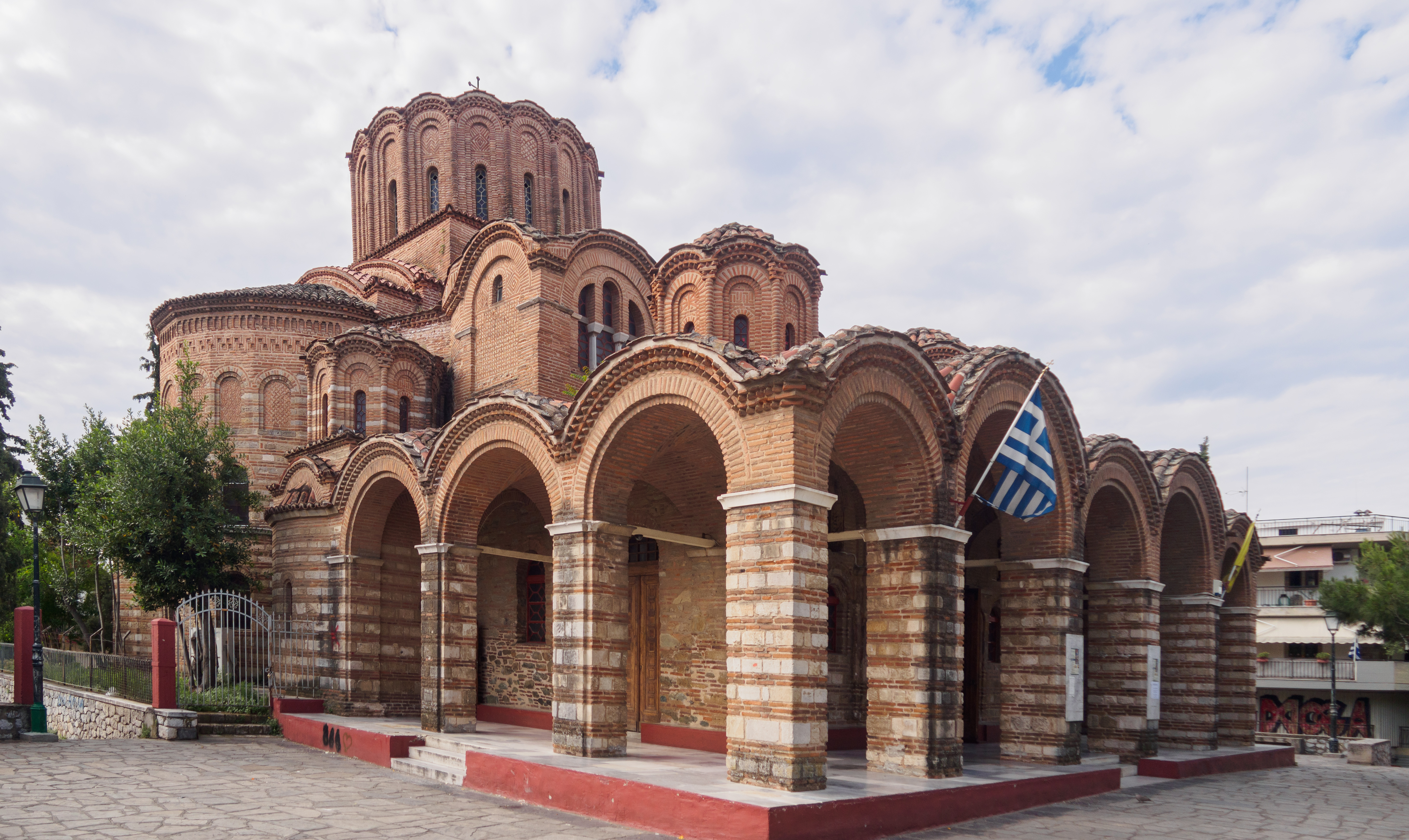
Nordansicht
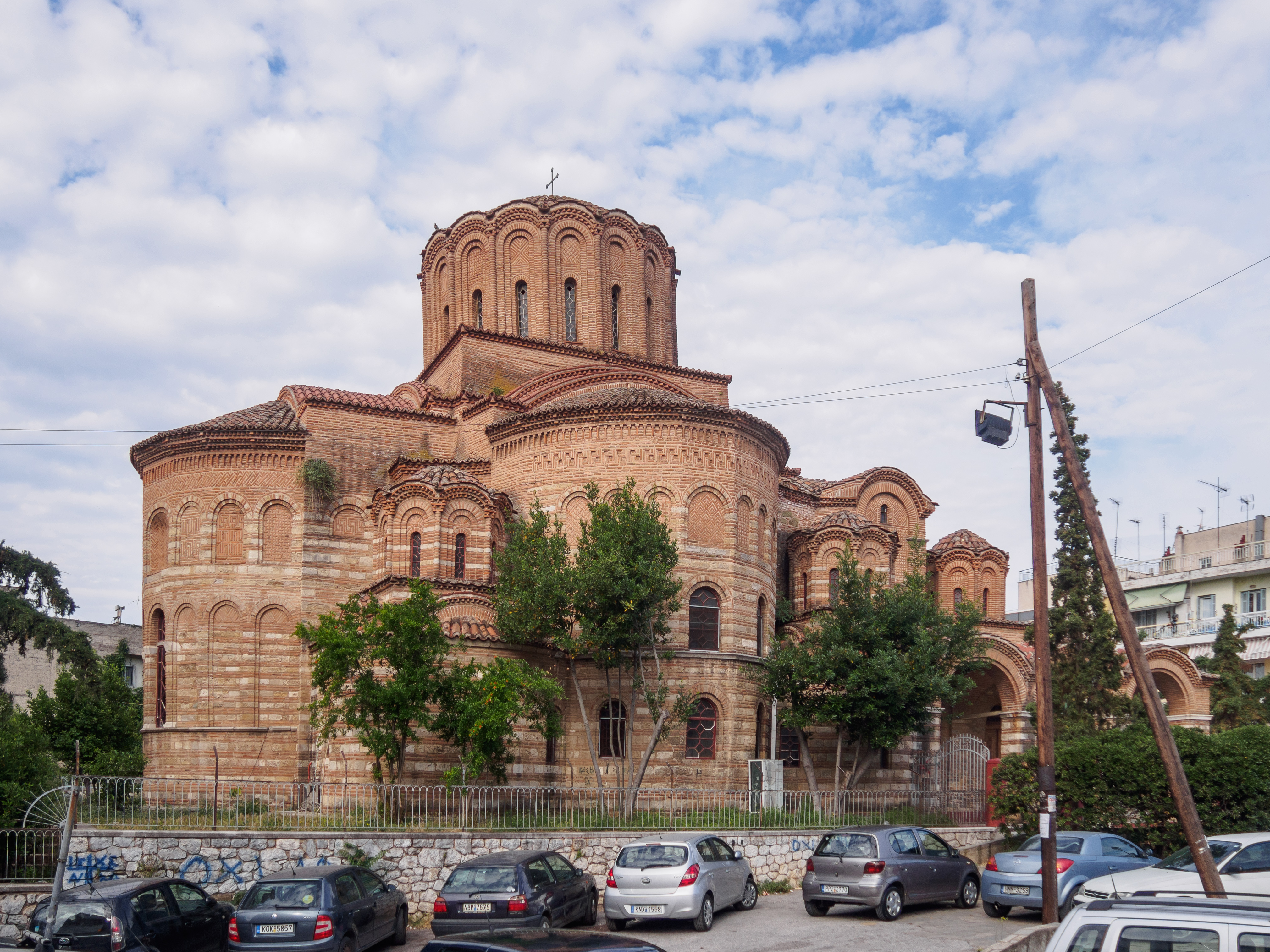
Nordfassade
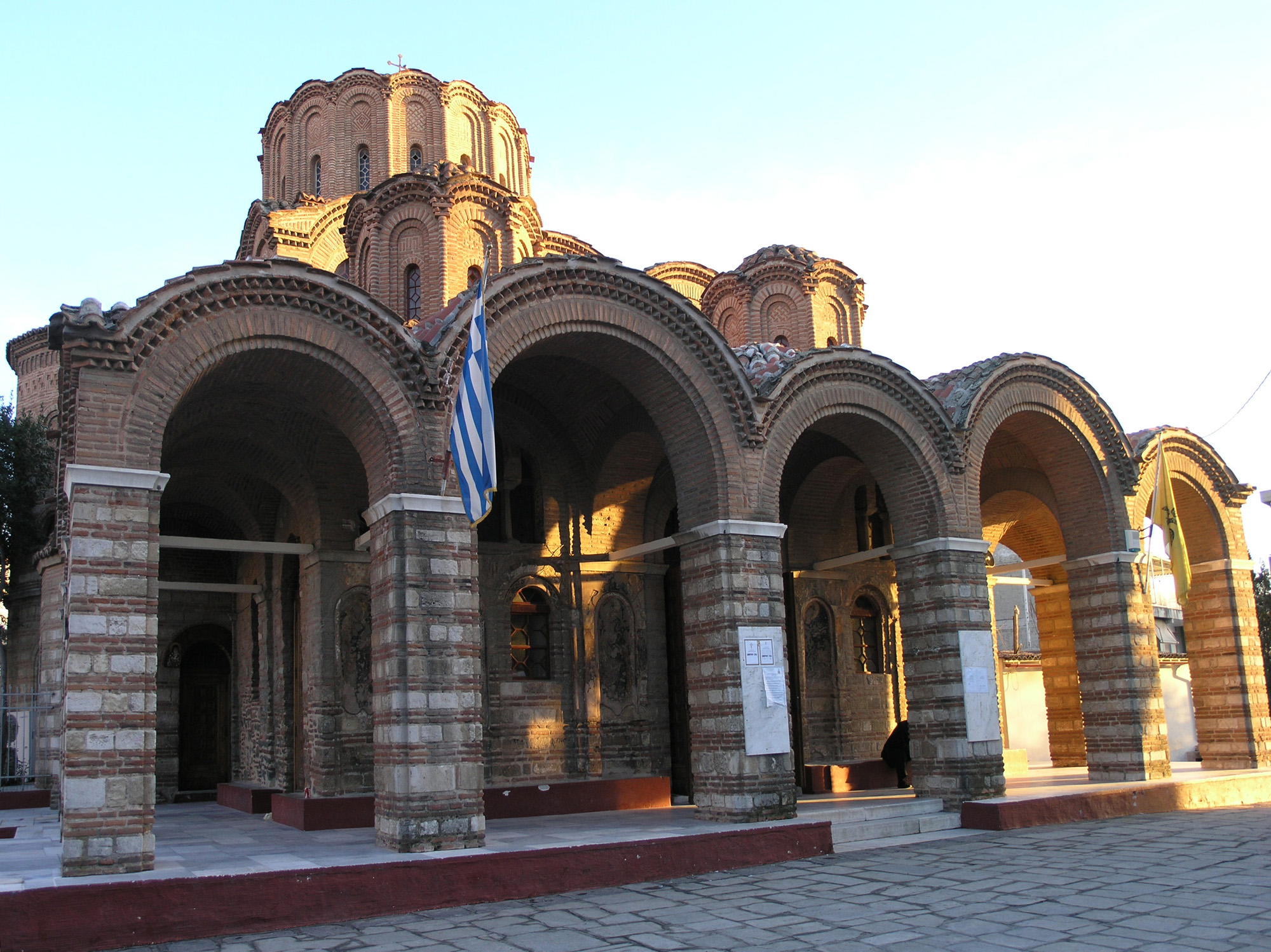
Westfassade
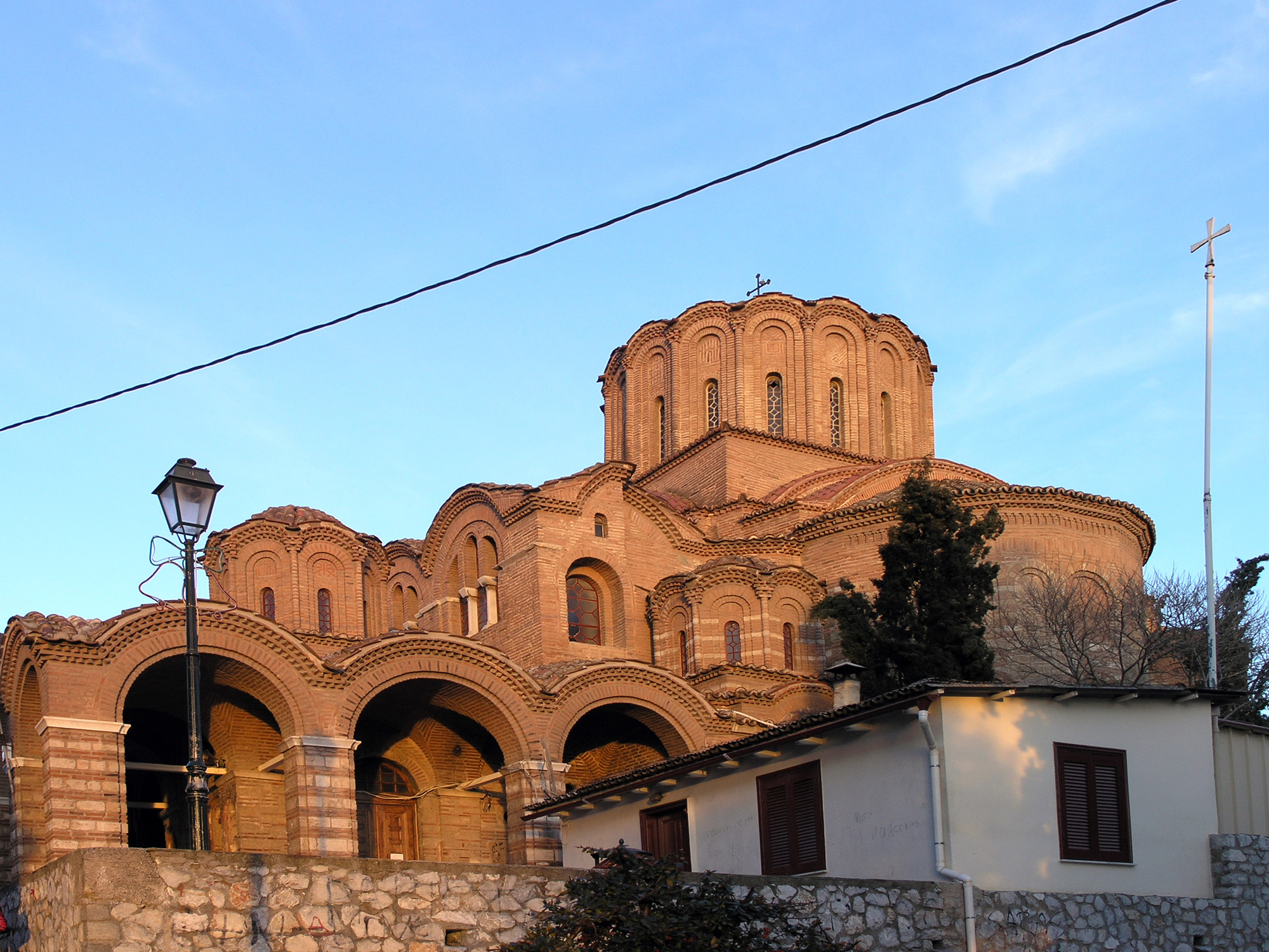
Südansicht

Koordinaten: 40° 38′ 59,9″ N, 22° 57′ 47,8″ O